# King’s Cup
King’s Cup, Puchar Króla Szwecji Gustawa V – halowe europejskie drużynowe zawody tenisowe rozgrywane w latach 1936–1985 w miesiącach zimowych (między październikiem a grudniem). Znane były jako Puchar Króla Szwecji Gustawa V, fundatora imprezy.
King’s Cup oparty był na formule Pucharu Davisa z pewną modyfikacją – najpierw grano cztery mecze gry pojedynczej (dwóch zawodników z drużyny; każdy grał z obydwoma przeciwnikami), a na koniec rozgrywano spotkanie gry podwójnej. Od roku 1962 mecze rozgrywano do dwóch zwycięskich setów.
Pierwszymi zwycięzcami byli Francuzi. Polska przystąpiła do rozgrywek w roku 1958.
W ramach tych zawodów podczas konfrontacji Polska–Anglia dnia 5 października 1966 w warszawskiej Hali Gwardii w spotkaniu Wiesław Gąsiorek–Roger Taylor rozegrano rekordową liczbę 126 gemów, a mecz zakończył się wynikiem 29:27, 29:31, 4:6.